# 木戸宏実
木戸 宏実（きど ひろみ、1964年8月23日 - ）は、南日本放送の社員で、元同局アナウンサー。事業部所属。趣味は料理、水族館めぐり。関西大学卒業。

## アナウンサー時代の担当番組
全てラジオ
- 城山スズメ（金曜 1988.10 - 1989.3）
- ぽてとたいむ
- サザンモーニング
- たけまる商店・営業中（初代看板娘 -2007.3）